# کاوینگتون، اوهایو
کاوینگتون (به انگلیسی: Covington) یک منطقهٔ مسکونی در ایالات متحده آمریکا است که در شهرستان میامی، اوهایو واقع شده‌است. کاوینگتون ۳٫۶۲ کیلومتر مربع مساحت و ۲٬۵۴۸ نفر جمعیت دارد و ۲۸۴٫۰۸ متر بالاتر از سطح دریا واقع شده‌است.